# Le Chemin de la véritable initiation magique
 (septembre 2013).

Le Chemin de la véritable initiation magique (Initiation to Hermetics) est le premier ouvrage d'une série en trois volumes de Franz Bardon, publié en 1956.

## Présentation

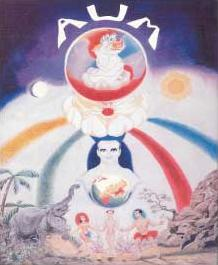
Image du Bateleur

Le Chemin de la Véritable Initiation Magique (CVM ou CVIM) est apparu en 1956, approximativement deux ans avant la mort de Franz Bardon (l'édition originale allemande titrait Der Weg zum Wahren Adepten).
Cet ouvrage de Franz Bardon pose les fondations sur lesquelles ses ouvrages postérieurs furent dans un second temps écrits ; et définit le profil des bases de l'entraînement demandé pour que l'on puisse devenir un Magicien Hermétique. 
Il est composé d'une première partie "Théorie" mettant en lumière certains sujets énigmatiques, suivi d'une partie "Pratique" comprenant une série d'exercices et de travaux pratiques divisés en dix "Degrés". 
Chacun de ces ouvrages représente une Lame du Tarot, en y décrivant la symbolique, et les sens cachés. Dans ce premier ouvrage, il s'agit du Bateleur.

## Première partie - Théorie
La partie théorique de cet ouvrage traite successivement :
I - Les éléments (le Feu, l'Eau, l'Air et la Terre) ; en décrivant leurs origines et leurs principales propriétés et polarités,

II - La Lumière ; en tant qu'aspect du Feu,

III - L’Akâsha ou Éther ; en le décrivant comme le "cinquième" élément, origine des 4 autres,

IV - Le Karma ou Loi de cause à effet ; en s'en approchant comme une Loi immuable de l'Univers,

V - L’être humain ; en étudiant le corps physique et en dressant une "Anatomie occulte" du corps,

VI - Le Plan physique ou monde de la matière grossière ; en se penchant sur le côté élémentaire et polaire de ce plan,

VII - L’Âme ou souffle atmique du corps astral ; en étudiant la nature et l'essence de ce corps subtil, ainsi que ses liens au corps physique,

VllI - Les Plans astral et éthérique ; en définissant ces plans et en décrivant ce que l'on peut y trouver,

IX - L’Esprit en tant que germe tripolaire du corps mental abstrait ; en l'étudiant comme la partie divine de l'être humain, immortelle,

X - Le Plan mental ; en définissant ce plan et en décrivant ce que l'on peut y trouver,

XI - La Vérité ; en redéfinissant ce terme d'une manière claire et succincte,

XII - La religion ; en l'entremêlant avec la Vérité, redéfinissant par la même cette notion de religion,

XIII - Dieu

XIV - L’Ascèse ; en soulignant l'importance d'un équilibre ascétique entre les trois corps.

## Seconde partie - Pratique
La partie pratique de cet ouvrage comporte dix Degrés.
Dans chacun de ces dix degrés se trouvent trois types d'exercices :  l'Esprit/mental/psychologique, l'Âme/souffle/psychique, et le Corps/physique. Les exercices de chaque catégorie sont construits pour servir de complément aux exercices des deux autres catégories dans chaque degré, ainsi l'étudiant effectue les exercices du degré ayant trait au mental, astral et physique durant chaque période de travail ou méditation. Ceci assure à l'étudiant un avancement équilibré - et un équilibre est une chose très importante en Magie Hermétique.
Chacun des exercices est présenté de façon très pratique. Certaines fois cependant, Franz Bardon n'est pas très clair sur ce qu'il veut dire. Cela est probablement voulu - il est de la responsabilité de chaque étudiant de décrypter certaines choses par eux-mêmes. Ceci est, en fait, une composante vitale de n'importe quel chemin menant à la Réalisation et à l'éveil des Pouvoirs.